# 花王
花王株式会社（かおう、英語：Kao Corporation）は、東京都中央区日本橋茅場町一丁目に本社を置く大手消費財化学メーカーである。
日経平均株価およびTOPIX Large70、JPX日経インデックス400の構成銘柄の一つ。

## 概要
日本を代表する日用品メーカーである。洗剤、トイレタリーで国内では1位、化粧品は2位。世界では化粧品・トイレタリー企業のシェアランキング7位。衣料用洗濯用洗剤の2019年時点のシェアは、約4割となっている。2000年代以降、体脂肪をエネルギーとして燃やしやすくする飲料「ヘルシア」に代表される機能系食品やペット用品なども販売しており、高い収益力を誇っている。用途によって細分化された製品を展開しており、ライオン、P&G、ユニリーバ・ジャパン、資生堂、サンスターなど様々な企業と競合している。原料からの一貫生産と物流・販売システムに強みがあり、国内外に多数の工場や営業拠点をもっている。
化粧品はドラッグストアなどで陳列販売するバラエティ化粧品が中心のソフィーナやカウンセリング化粧品のエストといったブランドがある。2006年1月に投資ファンド3社からなるトリニティ・インベストメントと共同でカネボウ化粧品をカネボウから買収。同社と合計して化粧品分野のシェアは国内4位から資生堂に次ぐ2位に上昇した。
かつてはフロッピーディスクや光磁気ディスク、DATテープ、ブランクMDなどの電子媒体製造販売や一般用医薬品事業にも進出したが、経営判断により1998年から2000年までに撤退した。
また、トイレタリー商品の通信販売事業「花王セレクトショップ・はっぴぃ工房」をローカルテレビ局やインターネットなどで展開していたが、2005年3月で終了となった。なお、通信販売事業はその後業態を変え、製造終了品・店頭に見当たらない（近くの店で見当たらない、または行きつけの店で取扱いが無くなった）製品・製品の付属品を扱う「花王ダイレクト販売サービス」を経て、2022年12月に立ち上げた双方向デジタルプラットフォーム「My Kao」内のメーカー直営ECサイト機能である「My Kao Mall」へ引き継がれ、子会社のカネボウ化粧品が扱う一部ブランドの購入も可能となった。製造終了品については、2023年8月にパッケージ変更などで旧モデルとなった製品・工場や物流拠点で出荷されずに残った滞留在庫品（在庫過剰品）・賞味期限が間近となった製品・外箱の凹みや剥がれなど商品外装不良品まで取り扱い範囲を拡げ「My Kao Mall OUTLET（マイ カオウ モール アウトレット）」として展開している。

## 沿革
※ 花王｜会社の歴史（外部サイト）
- 1887年（明治20年）6月19日[2] - 花王創業者長瀬富郎が日本橋馬喰町に花王の前身の「長瀬商店」を創業[9]（石鹸や輸入文房具などを販売）。
- 1890年（明治23年） - 「花王石鹸」発売。
- 1902年（明治35年） - 原料仕込みから包装までを一貫生産する直営工場として、請地工場完成。
- 1923年（大正12年） - 「吾嬬町工場」（現在の東京工場）操業開始、石鹸の大量生産に乗り出す。
- 1925年（大正14年）5月16日 - 「花王石鹸株式会社長瀬商会」設立。
- 1934年（昭和9年）- 家事全般について科学的にアプローチする研究施設として、家事科学研究所を設立（1937年長瀬家事科学研究所に、1954年花王家事科学研究所に改称）。
- 1935年（昭和10年）3月17日 - 大日本油脂株式会社設立。
- 1940年（昭和15年）5月21日[2] - 「花王石鹸株式会社長瀬商会」と株式会社鐵興社（現・東北東ソー化学）の両者折半出資により日本有機株式会社設立[10][11]。
- 1946年（昭和21年）10月15日 - 「花王石鹸株式会社長瀬商会」が「株式会社花王」に商号変更。
- 1949年（昭和24年）5月20日 - 日本有機が旧・「花王石鹸株式会社」に商号変更。一方、花王と大日本油脂が合併し「花王油脂株式会社」となる。
- 1954年（昭和29年）8月3日 - 花王石鹸と花王油脂が合併し、新・「花王石鹸株式会社」となる。
- 1964年（昭和39年）
  - 初の海外拠点となる、花王インダストリアル（タイランド）社設立。
  - 台湾花王社設立（1991年花王（台湾）社に改称）。
- 1965年（昭和40年） - シンガポールにマレーシア花王社設立。（1973年花王（シンガポール）社に改称）
- 1966年（昭和41年） - 花王製品専門の卸である最初の販社、多喜屋花王商事（株）（東京）、松花商事（株）（神戸）設立。
- 1968年（昭和43年） - ドイツのバイヤスドルフ社との提携により「ニベア花王株式会社」を設立。
- 1970年（昭和45年）
  - 花王（香港）社設立。
  - シノル花王社設立（スペイン）。
- 1971年（昭和46年） - 西ドイツのバイヤスドルフ社との合弁で、ニベア花王（株）設立。花王家事科学研究所の機能を継承、発展させた花王生活科学研究所を新設。
- 1973年（昭和48年） - 花王（マレーシア）社設立。
- 1974年（昭和49年） - アメリカのクエーカー オーツ社との合弁で、鋳物砂用フラン樹脂を製造・販売する花王クエーカー（株）設立。（1997年100%子会社化）
- 1975年（昭和50年）
  - キミ花王社設立（メキシコ）。
  - タイにキットサイアム社設立。（1991年花王コマーシャル（タイランド）社に改称）
- 1976年（昭和51年） - 日本コルゲートパルモリーブとの合弁で「花王コルゲートオーラルプロダクツ株式会社」を設立。翌1977年より1985年3月（社名変更の半年前）まで花王のオーラルケア品を販売。現在、花王のホームページにはコルゲート関連に関しては全く掲載されていない。
- 1977年（昭和52年）
  - ピリピナス花王社設立（フィリピン）。
  - ポレ花王インドネシア化学社設立。（1996年花王インドネシア化学社に改称）
  - スペインのモーリンズ イ プーチョナウ社買収。（1979年モーリンズ花王社に改称）
- 1978年（昭和53年） - 愛媛サニタリープロダクツ（株）設立。（2015年花王サニタリープロダクツ愛媛（株）に改称）
- 1979年（昭和54年） - 西ドイツでバイヤスドルフ社との共同事業として、グール コスメティック社を設立。（1986年グール イケバナ社に改称）欧州でヘアケア事業を展開。
- 1985年（昭和60年）
  - 10月1日 - 商号を「花王株式会社」に変更し、CI導入（ただしCI導入は社名変更の半年前 月のマークはそのまま）。
  - ディノ インドネシア インダストリアル社に資本参加。（1997年花王インドネシア社に改称）
- 1986年（昭和61年） - 全社的な組織運営や仕事の進め方などを根本的に見直す活動として、TCR（トータル・コスト・リダクション）活動始まる。
- 1987年（昭和62年）
  - アメリカのハイポイント ケミカル社買収。（1999年花王ケミカルズ アメリカズ社、ハイポイント テキスタイル オーグジリアーズ社と花王スペシャルティーズ アメリカズ社の3社に再編）
  - シノル花王社とモーリンズ花王社が合併し、花王コーポレーション社（スペイン）になる。
- 1988年（昭和63年）
  - アメリカアンドリュー ジャーゲンズ社買収。（2004年花王ブランズ社に改称）
  - ファティ ケミカル（マレーシア）社設立。
- 1989年（昭和64年/平成元年） - 西ドイツのゴールドウェル社買収。（2003年KPSS－花王プロフェッショナルサロン サービシーズ社に改称）
- 1991年（平成3年） - 花王オレオケミカル（マレーシア）社設立。
- 1992年（平成4年）
  - 花王（オーストラリア）マーケティング社設立。
  - ドイツのケム-ワイ社買収。（1996年花王ケミカルズ社に改称）
- 1993年（平成5年） - 上海花王社設立。
- 1995年（平成7年）
  - 企業理念「花王の基本理念」策定。
  - 上海花王化学社設立。
- 1996年（平成8年） - 花王ベトナム社設立。
- 1999年（平成9年）
  - 広域8販社が合併して、花王販売（株）設立。（2004年100%子会社化。2007年に花王化粧品販売（株）と合併し、花王カスタマーマーケティング（株）に）
  - スペインに花王ケミカルズ ヨーロッパ社設立。
- 2000年（平成12年）
  - 7月 - ノバルティス コンシューマーヘルス社（スイス）との折半出資による共同事業として、ノバルティス花王を設立。
  - タイに花王コンシューマープロダクツ（東南アジア）社設立。
- 2002年（平成14年）
  - 4月 - 業績未達成のため、ノバルティス花王を解散。
  - アメリカとイギリスを拠点とした、プレミアムヘアケアメーカーのジョン フリーダ社を買収。（2004年に花王ブランズ社に統合）
  - 中国に花王（中国）投資社設立。
- 2004年（平成16年） - 「花王の基本理念」を再構成した、花王グループの企業理念「花王ウェイ（外部サイト）」を策定[12]。
- 2005年（平成17年） - イギリスのモルトンブラウン社買収。
- 2006年（平成18年）
  - 1月 - 化粧品大手のカネボウを買収、子会社化。
  - 中国に花王（中国）研究開発中心社設立。
- 2009年（平成21年）
  - 6月17日 - 新CI導入を発表。「花王と月のマーク」を「kaoと月のマーク」に統一。月のマークの「花王」ブランドを、日本とアジアのコンシューマープロダクツ事業分野、さらにグローバルなケミカル事業分野で、10月1日より、英語の「kaoと月のマーク」に統一する[13]。
  - ドイツのプレミアムヘアケア製品の工場を取得（2013年花王製造ドイツ社に改称）。
- 2012年（平成24年）
  - 欧米ビューティケア事業のマネジメントを統合し、一体運営を開始。
  - 中国に花王（合肥）社の新工場と、葫芦島（フルダオ）錦星社の化学製品の新工場が竣工。
- 2013年（平成25年）
  - 北欧でのビューティケア事業強化のために企業買収を行ない、花王（スウェーデン）社に改称。
  - 花王インドネシア化学社の新工場が竣工。
- 2014年（平成26年）
  - 4月2日 - 酒田工場内に新設したサニタリー製品新工場が操業開始[14][15]。
  - 花王インドネシア社の日用品の第2工場が竣工。
- 2015年（平成27年）7月1日 - 東京ディズニーランドと東京ディズニーシーの参加企業となる。前者は「スプラッシュ・マウンテン」、後者は「トイ・ストーリー・マニア!」のオフィシャルスポンサーを務める。花王（上海）化工社の新工場が竣工。
- 2016年（平成28年）
  - 花王カスタマーマーケティング（株）、カネボウ化粧品販売（株）等の株式を承継した花王グループカスタマーマーケティング（株）が営業を開始。
  - 米国のコリンズインクジェット社を買収し、花王コリンズ社に改称。
- 2018年（平成30年）
  - 米国のオリベヘアケア社を買収。
  - 米国のウォッシングシステムズ社を買収し、業務品事業を強化。
- 2019年（令和元年）
  - ESG戦略「Kirei Lifestyle Plan（外部サイト）」を発表。
  - インドネシアの合弁会社アピカル花王ケミカルズの化学品新工場が竣工。
- 2020年（令和2年） - 花王グループ中期経営計画「K25（外部サイト）」を発表。
- 2021年（令和3年）
  - 花王グループの企業理念「花王ウェイ（外部サイト）」を刷新。
  - 新たなコーポレートスローガン「きれいを こころに 未来に」を策定。
- 2022年（令和4年）
  - 10月1日 - グループ会社のカネボウ化粧品が運営していた「カネボウ陸上競技部」の運営を引き継ぎ、「花王陸上競技部」として始動[16]。
  - 12月15日 - 双方向デジタルプラットフォーム「My Kao」を開設[17]。
- 2023年（令和5年）
  - 中期経営計画「K25」を見直し、中期経営計画「K27（外部サイト）」を発表。
- 2024年（令和6年）
  - 6月1日 - 猫用システムトイレ「ニャンとも清潔トイレ」をエステーへ譲渡[18][19]。
  - 8月1日 - 飲料「ヘルシア」をキリンビバレッジへ譲渡[20]。

## 歴代社長
| 代     | 氏名                                       | 期間                                           | 出身大学                                 | 備考     |
| ------ | ------------------------------------------ | ---------------------------------------------- | ---------------------------------------- | -------- |
| 初代   | 長瀬富郎                                   | 1887年（明治20年）6月 - 1911年（明治44年）10月 |                                          |          |
| 2代目  | 長瀬富郎 (2代)（初代長瀬富郎と同名の息子） | 1927年（昭和2年） -                            |                                          |          |
| 3代目  | 伊藤英三                                   | 1948年（昭和23年） - 1971年（昭和46年）        | 愛知薬学校（後の名古屋市立大学薬学部）   |          |
| 4代目  | 磯部愉一郎                                 | 1951年（昭和26年） - 1954年（昭和29年）        |                                          | 花王油脂 |
| 5代目  | 丸田芳郎                                   | 1971年（昭和46年） - 1990年（平成2年）         | 桐生高等工業学校（後の群馬大学工学部）   |          |
| 6代目  | 常盤文克                                   | 1990年（平成2年） - 1997年（平成9年）          | 東京理科大学理学部、理学博士（大阪大学） |          |
| 7代目  | 後藤卓也                                   | 1997年（平成9年） - 2004年（平成16年）         | 千葉大学工学部工業化学科                 |          |
| 8代目  | 尾﨑元規                                   | 2004年（平成16年） - 2012年（平成24年）        | 慶應義塾大学工学部管理工学科             |          |
| 9代目  | 澤田道隆                                   | 2012年（平成24年）6月 - 2020年（令和2年）12月  | 大阪大学工学部プロセス工学科             |          |
| 10代目 | 長谷部佳宏                                 | 2021年（令和3年）1月 - 現任                    | 東京理科大学工学部工業化学科、工学博士   |          |

## CI（コーポレート・アイデンティティ）
2009年10月から、CIを「自然と調和する こころ豊かな毎日をめざして」（日本国外では英語で「Enriching lives, in harmony with nature」と表記される）に改めると共に、月のマークの「花王」ブランドにおいては、日本・アジアのコンシューマープロダクツ事業分野、ケミカル事業分野において、日本語表記の「花王」から英語表記の「kao」に変更した。製品への反映は同年9月から始められており、従来の「花王」ロゴと混在する状態がしばらく続いていたが、2011年6月現在は一部の製品を除くほとんどの製品が新ロゴへの切り替えを終えている。
2010年からはパッケージ正面に用途名を表記するようになった。これまで花王では特定の用途に合わせてブランド名を策定（例えば、「アタック」や「ニュービーズ」は洗たく用洗剤、「ハミング」は柔軟剤）したうえで、パッケージの裏面には品目名が表記されていることから、ユーザーには用途が理解されていると考えられていた。しかし、柔軟剤入り洗剤（「ニュービーズNeo」など）といった多機能な製品が発売されるようになり、製品名では用途がわからないという指摘があったことから、全ての製品においてパッケージ正面に用途名を表記するようになった。既に新ロゴへの切り替えを終えた製品を含め、順次用途名を表記したパッケージへと切り替えられている。
2021年10月にコーポレートスローガンが12年ぶりに改定され、「きれいを こころに 未来に」（日本国外では英語で「Kirei-Making Life Beautiful」と表記される）に変更された。

### 歴代キャッチフレーズ
- 1887年 - 1985年9月：月のマークでおなじみの花王石鹸（または花王）
- 1984年 - 1985年6月：清潔な暮らしをひろげる月のマークの花王石鹸（または花王）
（関西テレビ『花王名人劇場』、TBS『枝里子と鶴太郎のデータブティック』のみ。それ以外は上記を継続。）
- 1985年7月 - 2009年9月：清潔で美しく健やかな毎日をめざして
（提供アナウンスでは、「清潔で美しく健やかな毎日をめざす」や「清潔で美しく健やかに」も使われていた）
- 2009年10月 - 2021年9月：自然と調和する こころ豊かな毎日をめざして
（一部の一社提供番組では、当コピーではなく「髪から、新しい私へ。ヘアケアーで応援するkao」が使われている）
- 2021年10月 - 現在：きれいを こころに 未来に

## ブランドマーク

英語圏などで2009年9月以前に用いられていたロゴ

1890年発売の花王石鹸は当時「顔洗い」（かおをあらう）と呼んでいた化粧石鹸の高級な品質を訴求するため、発音が「顔」に通じる「花王」と命名したものである。当時は「香王」「華王」なども候補に挙がっていた。
このとき「美と清浄のシンボル」として使われた「月のマーク」は何度か形を変えている。
- 初代 1890年 - 右向き（下弦の月）のリアルな男顔で、「花王石鹸」と吹き出していた[26]（創業者長瀬富郎が自主的に描いていた[27]）。
- 2代目 1897年 - ややマイナーチェンジ（花王石鹸の文字が旧字体から新字体に変更された）[26]。
- 3代目 1912年 - 同上の吹き出しがなくなり[26]、「叫ぶ三日月」と呼ばれていた。
- 4代目 1925年 - シワのある老人顔になった[26]。
- 5代目 1943年 - 下弦の月は徐々に欠けていくので縁起が悪いからと左向き（上弦の月）に変わる[26]。
- 6代目 1948年 - この頃から女性顔になる。現在のマークに近づく[26]。
- 7代目 1953年 - 現在のマークに[26]。花王のロゴマーク遍歴サイト によれば、このころから2021年9月（日本を含むアジア地区のコンシューマプロダクツとケミカル事業に継続して使用。後述の世界的な展開では2009年9月で使用廃止。）まで使われていた月マークは消費者に親しみと信頼感を持ってもらえるように子供の顔をイメージしたものにし、公式なカラーリングもオレンジを使用していたという。
- 8代目 1985年 - 社名変更に伴い、「花王」の社名ロゴ（CI導入）を追加した[26]（ただし、CI導入は社名変更前の同年4月頃から行われ、広告・提供表示も順次切り替えられた。過度期には社名ロゴ部分がゴシックだった。）。このころから、月マークを含む公式なコーポレートカラーを若草色に変更。
- 9代目 2009年10月 - : 新CI導入に伴い、「月のマーク」は現行のまま「花王」のロゴを「Kao」に変更（日本のみならず、タイ・マレーシア・シンガポール・インドネシアでも同日にブランドマークを変更）。
- 10代目 2021年10月 - ：9代目をベースに、従来からグループで表す場合に表記されていた「月のマーク」の無いロゴとなり、地平線をモチーフとしたアークを配したスローガン付ロゴマークが新たに制定される[25]。月のマーク自体は廃止されずに単体で使われており、SDGsに関する取り組みを社公式Instagramで紹介する際に使っている他、同じく取り組みを紹介する企業広告「もったいないをほっとけない」では巨大な月のマークが描かれており、テレビCMのラストでは画面のどこかに隠れて登場している。

上弦の月を採用した「月のマーク」は、同じ家庭用品メーカーであるP&Gのブランドマークとしても知られており、花王は北米およびヨーロッパ市場向けには月のマークのない「Kao」のロゴのみの製品を販売しているが、日本でも2022年1月以降にリニューアル並びにパッケージデザインの変更を受けた製品より月のマークのない「Kao」のロゴのみへの切り替えを開始している。
なお、一時期販売されていた情報関連商品（フロッピーディスク、音楽録音用DATなど）では上記変遷と異なる「KAO」ロゴを表記していたほか、「月のマーク」の採用有無が時期により異なる（当該項目を参照）。

## 主な拠点

### 事業場
- 本社（東京都中央区日本橋茅場町)
- すみだ事業場（東京都墨田区）
- 大阪事業場（大阪府大阪市西区）
- 小田原事業場（神奈川県小田原市）

### 工場
- 酒田工場（山形県酒田市）
- 栃木工場（栃木県芳賀郡市貝町）
- 鹿島工場（茨城県神栖市）
- 東京工場（東京都墨田区・すみだ事業場内）
- 川崎工場（神奈川県川崎市川崎区）
- 豊橋工場（愛知県豊橋市明海町）
- 和歌山工場（和歌山県和歌山市）
- 花王サニタリープロダクツ愛媛（愛媛県西条市）
- 花王コスメプロダクツ小田原（神奈川県小田原市）
- 富士工場（花王製紙富士）（静岡県富士市）

### 研究所
- 栃木研究所（栃木県芳賀郡市貝町・栃木工場内）
- 東京研究所（東京都墨田区・すみだ事業場内）
- 小田原研究所（神奈川県小田原市・小田原事業場内）
- 和歌山研究所（和歌山県和歌山市・和歌山工場内）

## テレビ番組
- 日経スペシャル カンブリア宮殿 （テレビ東京）
  - 「改良で勝ち続ける ～花王が語る清潔と日本経済～」（2007年3月5日）- 取締役会会長 後藤卓也出演[28]。
  - 「画期的商品&徹底改良で年商1兆4千億円！ 客の心をつかむ商品を生む"本質研究"の神髄」（2017年8月17日）- 社長 澤田道隆出演[29]。
- がっちりマンデー 「台所でもお風呂でも大活躍！『花王』トップシークレットの研究室でスゴイことが…！」（2013年3月17日、TBS） - 代表取締役 社長執行役員 澤田道隆出演[30]

## 広告展開・スポンサー番組

### 現在の提供番組
花王単独の「一社提供」で協賛する場合、社名変更とCI導入後の1985年頃から2007年頃まで一社提供専用のクレジット（白地に若草色で全面に「花王（月マークを大きく）」、右下に「提供」という文字を入れたもの。ナレーションも統一されていた）が放送されていたが、一部の一社提供番組では2000年代に入ってからそれを使わず、通常の各放送局の字幕出しと各放送局アナウンサーのコメントによる提供に切り替えられた。
新CIとなった2009年10月からはA-Studio（TBS系列）とドラマチック・サンデー→あすなろラボ→全力教室→ワンダフルライフ（フジテレビ系列）でそれぞれ全面に白地・若草色で「Kao（月マークを大きく）」の共通提供表示を採用しているが、アナウンスは今までどおり各放送局のアナウンサーが録音したコメントを使用している。
2012年4月から、放送されている複数スポンサー提供番組において、CM提供時間が縮小傾向にあり、特に1分30秒以上のCMを提供する筆頭スポンサーの番組が大幅に縮小されていたが、2020年10月度の改編現在は、下述の一社提供を含む4番組が90秒以上の提供となっている。
月マークの表示については、90秒以上の提供の場合は正式な月マークと同じ大きめのもの、60秒以下のものは小さめのものを基本としていたが、60秒筆頭提供の番組でも、初頭スポンサーとして単独クレジットされる場合にはフレーズ読みはないが、90秒以上提供時と同じものを使う番組もあった（下記表のうち、2017年6月中旬ごろまでのもので、60秒以下提供の場合の☆マークが付いた番組がそれに当たる）。2017年6月下旬ごろから提供する時間に関わらず、全て正式な月マークと同じ大きめのものしか使われなくなった。
前述したコーポレートスローガンの改定を受け、2021年10月より月マークのロゴが廃止された。原則として90秒以上の筆頭提供番組と一部の60秒筆頭提供番組（下記の一覧において◎を付けた番組）では前述のスローガン付ロゴマークを掲載したクレジット表示に改められた。なお、商品CMにおいては、先行で同年9月放映分から社名の「Kao」の文字のみとなり、既存のTVCMの一部も順次、「Kao」のみのロゴマーク改定版に切り替わっている。
またこれまで、一部のバラエティーやドラマ番組、提供番組に特定の出演者が出演したとき、及び30秒1回のいわゆる「ご覧のスポンサー」の扱いである番組のCM提供である場合は、協賛表示を自粛する「パーティシペーション」（PT）となるもの、あるいは社名は露出せず花王の製品ブランド（例・「ヘルシア緑茶」「メリーズ」「アジエンス」など）をクレジットに使う場合があったが、2011年7月以後段階的にではあるものの、これらの番組でも花王の社名を協賛表示する番組が増えており、新規スポンサー番組に30秒1回のみの提供となるケースが増えたほか、上記の広告縮小のため、それまで60秒以上筆頭の扱いだった番組が30秒の一般スポンサーに降格したもの、さらには子会社のカネボウ化粧品から提供スポンサード枠を継承したものもある。
ただし、一部例外の事例もある。

### スポットCM
日本テレビ・テレビ朝日・TBSの各系列では深夜と早朝を除き時間帯に関係なくスポットCMが放映されているが、特にフジテレビ系は大量に放映 されている。テレビ東京系や独立局ではあまり流れていない。

## CM出演者
※ ニベア花王・ソフィーナ各出演者は各該当記事参照。その他ビオレなど花王各製品出演者の詳細についても各該当記事を参照。
※同業他社のCMに現在出演しているもしくは出演経験があるタレント、複数の製品CMに起用されているタレント、一旦当社製品のCMの起用経験があり、別の製品で再起用されるタレントも多い。

### CMソング
- EPO『三番目の幸せ』（1987年 - ） - ソフィーナのCMソングとして作られた。
- 岡村孝子『輝き』（1988年） - メリットのCMソングに使用された。

## 注目を集めた出来事

### エコナの販売自粛
エコナに発ガン性物質があるとして、花王は「エコナ」全製品を販売自粛に追い込まれた。

### スポンサー抗議デモ
2011年9月16日、約1,200人（主催者発表）の市民が、花王がフジテレビジョンの“偏向報道”を支える大口スポンサーであるとして、花王本社のまわりでデモを行った。

### 東京ディズニーランド・東京ディズニーシーのオフィシャルスポンサー入り
2015年3月31日、株式会社オリエンタルランドが運営する東京ディズニーランドや東京ディズニーシーの参加企業（オフィシャルスポンサー）となることが発表された。
同年7月1日に東京ディズニーランドの「スプラッシュ・マウンテン」および東京ディズニーシーの「トイビル・トロリーパーク」、「トイ・ストーリー・マニア!」の計3か所の提供を開始すると同時に、新スポットとして、ボタン操作や手をかざすとミッキーマウスの形をした泡が出てくる「ハンドウォッシングエリア」の提供も開始された。

### ダイエーとの対立
ダイエーにて花王製品を安売りされ、さらに多額のリベートを要求されたことに反発して、1965年から10年にわたってダイエーとの取引を停止したことがあった。その後、住友銀行が仲裁に入り1975年に和解し、現在はダイエーでも（他のイオングループ各店舗と同様に）花王製品は取り扱われている。

## 賞歴
- 2004年 - O-CHAパイオニア賞創造的新商品大賞
- 2019年 - 第1回日本オープンイノベーション大賞 内閣総理大臣賞

## 関連書籍
- 『花王石鹸五十年史』（著者:小林良正 服部之総）（1940年10月、花王石鹸五十年史編纂委員会）
  - 『花王石鹸五十年史』（著者:小林良正 服部之総）（1997年11月1日、ゆまに書房）ISBN 9784897142937
- 『花王のパソコン社内革命』（著者:花王石鹸システム開発）（1981年10月1日、中経出版）ISBN 9784806101291
- 『生活便利のタネ本』（著者:花王生活情報センター）（1985年5月1日、ごま書房新社 ゴマブックス）ISBN 9784341013639
- 『おしゃれ上手は洗たく上手』（著者:花王生活情報センター）（1985年9月1日、講談社）ISBN 9784062020343
- 『花王の恐るべき戦略VAN！』（著者:大槻憲昭）（1985年11月1日、中経出版）ISBN 9784806102311
- 『道をひらく女性達 丸田芳郎対談集』（著者:丸田芳郎 中根千枝 前橋汀子 今井通子 太田朋子 高峰秀子、編集:花王）（1987年12月1日、創知社）ISBN 9784915510489
- 『洗たくの科学』（編著:花王生活科学研究所）（1989年7月15日、裳華房）ISBN 9784785385163
- 『花王ノン・ライバル経営 21世紀をめざした新しい戦略経営のメカニズム』（著者:中村元一 碓井慎一 JSMS花王研究会）（1989年11月16日、ダイヤモンド社）ISBN 9784478310588
- 『「常住真実」に生きる 驚異の花王 丸田芳郎の道元に学ぶ経営』（著者:永川幸樹）（1989年12月16日、ネスコ）ISBN 9784890367832
- 『ライオン、資生堂が恐れる花王の研究 一流半企業・花王の知られざるアキレス腱』（著者:野田正由）（1990年1月8日、あっぷる出版社）ISBN 9784871770651
- 『花王の秘密 丸田芳郎語録で解き明かす超革新経営の中身』（著者:国友隆一）（1990年2月10日、こう書房）ISBN 9784769603672
- 『日本の企業はSIS革命でしか勝ち残れない ヤマト運輸を見よ！セブンイレブンを見よ！花王を見よ！』（著者:青野忠夫）（1990年6月29日、中経出版）ISBN 9784806104605
- 『SISで突っ走る花王のすべて 全小売店、全問屋、流通関係者必読!! 業界ナンバーワン企業が流通を制する日』（著者:平井俊哉）（1990年11月30日、ぱる出版）ISBN 9784893862150
- 『SISで突っ走る日本の企業 SIS最前線入門 花王、セブン-イレブン、クロネコヤマトだけではない。いまやSISは常識となった。』（著者:平井俊哉）（1991年8月1日、ぱる出版）ISBN 9784893862457
- 『ヘアケアの科学』（編著:花王生活科学研究所）（1993年1月25日、裳華房）ISBN 9784785385729
- 『POS情報を活かした売場効率化への挑戦 ここまでやってる花王のリテイルサポート』（著者:山田泰造）（1993年3月25日、ビジネス社）ISBN 9784828405070
- 『ドキュメント 花王の製販同盟 驚異の流通浸透力の実体』（著者:山田泰造）（1994年9月16日、ダイヤモンド社）ISBN 9784478311295
- 『実証 脱ネオダマの情報戦略 花王の前システム開発部長が書いた』（著者:小西一生）（1995年1月18日、中経出版）ISBN 9784806107996
- 『花王の高収益システム 情報・開発力が支える脱メーカーへの企業戦略』（著者:溝上幸伸）（1995年2月20日、ぱる出版）ISBN 9784893864482
- 『花王情報システム革命 同時化・共有化で情報を活かす』（著者:平坂敏夫）（1996年4月18日、ダイヤモンド社）ISBN 9784478311462
- 『超卸売業 花王販社の流通革新』（著者:島村光一）（1996年10月27日、日本工業出版）ISBN 9784819008037
- 『「顧客の声」を天の声にする会社 売りっぱなしは許されない！ 花王の「消費者相談窓口支援システム」に学ぶ』（著者:小西一生 禰津時男）（1997年6月26日、中経出版）ISBN 9784806110361
- 『花王の情報ネットワーク革命 驚異の高収益を実現する花王の秘密』（著者:岩橋昭彦）（1997年8月13日、ぱる出版）ISBN 9784893865915
- 『21世紀に遺す 花王・丸田芳郎 最強のマーケティング』（著者:土平恭郎）（1998年10月10日、産能大学出版部）ISBN 9784382054691
- 『「花王」強さの原点は販売会社にあり』（著者:斎藤正治）（2001年8月7日、プレジデント社）ISBN 9784833417273
- 『花王流通コラボレーション戦略 高収益をあげ続けるビジネスモデル』（著者:山田泰造、監修:斎藤正治）（2001年8月9日、ダイヤモンド社）ISBN 9784478373781
- 『花王 強さの秘密 23期連続増益を続ける「最強DNA」を読み解く』（著者:平林千春 広川州伸）（2004年7月12日、実業之日本社）ISBN 9784408105932
- 『ガツンと事業をつくれ！ 花王で学んだ研究開発精神』（著者:今村哲也）（2005年9月30日、生産性出版）ISBN 9784820118138
- 『花王・艶BOOK 体も心も「艶やかな女性」になる』（編者:花王antuプロジェクト）（2006年4月5日、PHP研究所）ISBN 9784569649283
- 『花王の「日々工夫」する仕事術』（著者:高井尚之）（2006年5月29日、日本実業出版社）ISBN 9784534040756
- 『花王「百年・愚直」のものづくり』（著者:高井尚之）（2007年3月1日、日本経済新聞出版社 日経ビジネス人文庫）ISBN 9784532193850
- 『化粧品業界再編地図 資生堂VS花王・カネボウ』（著者:島野清志）（2007年11月26日、ぱる出版）ISBN 9784827203745
- 『花王「アタック」はシャツを白く染める 蛍光増白剤・合成界面活性剤は危ない』（著者:渡辺雄二）（2008年11月15日、緑風出版）ISBN 9784846108151
- 『花王魂 やり遂げることの大切さ 私が学んだ仕事・事業・経営』（著者:今村哲也）（2008年11月18日、生産性出版）ISBN 9784820118992
- 『花王社員が教えるお掃除レシピ&お洗濯レシピ』（著者:今村哲也）（2013年3月18日、ぴあ ぴあMOOK）ISBN 9784835621722
- 『花王 見学！日本の大企業』（編者:こどもくらぶ）（2015年2月1日、ほるぷ出版）ISBN 9784593587193
- 『おなか痩せの黄金「比」レシピ 主菜1品、副菜2品を選ぶだけ！』（著者:花王株式会社、監修:小島美和子）（2018年6月8日、文藝春秋）ISBN 9784163906669
- 『花王の経理パーソンになる』（著者:吉田栄介 花王株式会社会計財務部門）（2020年1月18日、中央経済社）ISBN 9784502331619

## 関連会社

### 日本国内
| - 花王グループカスタマーマーケティング（中間持株会社） - 花王カスタマーマーケティング - 花王フィールドマーケティング - カネボウ化粧品販売 - 花王ロジスティクス | - カネボウ化粧品 - カネボウコスミリオン - エキップ - ニベア花王 - 花王クエーカー - 花王サニタリープロダクツ愛媛 - 花王プロフェッショナル・サービス - 花王ビジネスアソシエ - 花王システム物流 - 花王製紙富士 - 公益財団法人花王芸術・科学財団 |

### 日本国外
| - 花王（中国）投資有限公司 - 上海花王有限公司 - 上海花王化学有限公司 - 花王（上海）産品服務有限公司 - 花王（上海）貿易有限公司 - 花王（上海）化工有限公司 - 佳麗宝化粧品（中国）有限公司 - 上海佳麗宝化粧品有限公司 - 花王（香港）有限公司 - 花王（台湾）股份有限公司 - PT Kao Indonesia（インドネシア） - PT. Kao Indonesia Chemicals（インドネシア） - Kao (Malaysia) Sdn. Bhd.（マレーシア） - Fatty Chemical (Malaysia) Sdn. Bhd.（マレーシア） - Kao Soap (Malaysia) Sdn. Bhd.（マレーシア） - Kao Oleochemical (Malaysia) Sdn. Bhd.（マレーシア） - Kao Plasticizer (Malaysia) Sdn. Bhd.（マレーシア） - Kao Philippines, Inc. (formerly ACS Manufacturing Corporation)（フィリピン） - Pilipinas Kao,Inc. （フィリピン） - Kao Singapore Pte. Ltd.（シンガポール） - Kao Industrial (Thailand) Co., Ltd.（タイ） | - Kao Commercial (Thailand) Co., Ltd.（タイ） - Kao Vietnam Co., Ltd.（ベトナム） - Kao Australia Pty. Limited（オーストラリア） - Kao Canada Inc.（カナダ） - Kao USA Inc.（米国） - Kao Specialties Americas LLC（米国） - Quimi-Kao, S.A. de C.V.（メキシコ） - Kao (UK) Limited（英国） - KPSS (UK) Limited（英国） - Molton Brown Limited（英国） - Kao Netherlands B.V.（ベルギー） - Kao Germany GmbH（ドイツ） - Guhl Ikebana GmbH（ドイツ） - Kao Manufacturing Germany GmbH（ドイツ） - Kao Chemicals GmbH（ドイツ） - Kao Switzerland AG（スイス） - Kanebo Cosmetics (Europe) Ltd.（スイス） - Kao Chemicals Europe, S.L.（スペイン） - Kao Corporation S.A.（スペイン） |